# Economia da Líbia
A economia da Líbia depende basicamente do setor petrolífero, preenchendo cerca de 30% do Produto Interno Bruto, além de ser responsável por 95% das exportações. Os rendimentos proporcionados pelo petróleo, e o fato de a população ser reduzida, faz com que este país tenha o maior rendimentos per capita de África.
Em 1957, ocorreram as primeiras descobertas de jazidas de petróleo e tinha início a extração de petróleo em larga escala, fenômeno que transformaria a economia daquele país na segunda metade do século XX.
Em 1970, já era o sexto maior produtor mundial de petróleo (atrás dos Estados Unidos, da União Soviética, do Irã, da Arábia Saudita e da Venezuela, em janeiro daquele ano, como desdobramento da tomada do poder pelos partidários de Muammar al-Gaddafi, tiveram início dois anos de negociações com 20 empresas transnacionais exploradoras de petróleo, que permitiram um aumento das receitas do país com a extração do produto.
Em 1992, a Líbia era o 13º maior produtor mundial de petróleo, tal atividade representava um terço do Produto Interno Bruto (PIB) de US$ 29 bilhões em 1990, e representava 99% das exportações (US$ 11 bilhões em 1990), mas emprega apenas 10% da força de trabalho. 95% daquele petróleo era exportado para a Europa, era um petróleo de alta qualidade, com baixo teor de enxofre, que permitia a obtenção de grandes quantidades de combustíveis leves, como gasolina, querosene e nafta, com baixos custos de refinação.
Na década de 1990, observava-se que a agricultura empregava 20% da força de trabalho, mas representava apenas 5% do PIB e que o país importava 75% dos  alimentos consumidos, esse mal desempenho da atividade agrícola, decorre, em parte, do fato de que 95% do território líbio é desértico, sendo apenas 5% das terras consideradas como cultiváveis. Naquela época, as principais culturas eram o trigo, a cevada, azeitonas, tâmaras, frutas cítricas e amendoim.
Apesar dos sucessivos bloqueios econômicos impostos pela Organização das Nações Unidas e alguns países ocidentais, a economia do país conseguiu manter-se, e a Líbia nunca conheceu situações tão desesperadas como as que viveu o Iraque, após ser vítima de medidas similares por parte da ONU. Em 2003 após reformas econômicas, a ONU suspendeu o bloqueio econômico ao país.